# Passiflora arizonica
Passiflora arizonica är en passionsblomsväxtart som först beskrevs av Ellsworth Paine Killip, och fick sitt nu gällande namn av D.H.Goldman. Passiflora arizonica ingår i släktet passionsblommor, och familjen passionsblomsväxter. Inga underarter finns listade i Catalogue of Life.